# زنتيب

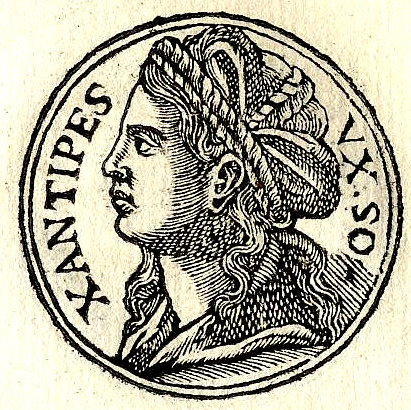
زَنبيپ

زَنبيپ (أواخر القرن الخامس قبل الميلاد) هي زوجة الفيلسوف اليوناني سقراط.
ضُرب بها المثل في سلاطة اللسان.

## حياتها
لا يُعرف الكثير عن حياة زَنبيپ. المصادر القديمة التي تذكرها تفعل ذلك في المقام الأول لتوضيح شيء ما عن شخصية سقراط، بدلاً من تقديم أي معلومات سيرة ذاتية عن زَنبيپ. ربما ولدت حوالي عام 440 قبل الميلاد، مما يجعلها أصغر بحوالي 30 عامًا من سقراط، الذي ولد حوالي عام 470. ربما كان والد زَنبيپ يُدعى لامبروكليس، وسقراط وابن زَنبيپ الأكبر سُمي باسمه؛ ربما كان هذا هو لامبروكليس الذي ذكره أريستوفانيس في السحاب، الذي كان موسيقيًا معروفًا في أثينا في القرن الخامس.